# Adam Commens
Adam Commens, né le 6 mai 1976 à Wagga Wagga, est un joueur australien de hockey sur gazon.

## Palmarès
- Médaille de bronze aux Jeux olympiques de Sydney en 2000[1]